# Brodski Zdenci
Brodski Zdenci (1900-ig Zdenci, 1971-ig Zdenci Brodski) falu Horvátországban, Bród-Szávamente megyében. Közigazgatásilag Podcrkavljéhoz tartozik.

## Fekvése
Bródtól légvonalban 12, közúton 17 km-re északra, községközpontjától légvonalban 5, közúton 7 km-re északnyugatra, Szlavónia középső részén, a Dilj-hegység területén, a Vidovo-hegy és a Bródról Nekcsére menő főút között, a Glogovica-patak völgyében fekszik.

## Története
A falu határában több olyan régészeti lelőhely („Fićevac u Ražištu”, „Lasac bašte”, „Rogić”, „Selište”) is található, ahonnan a történelem előtti időszakban létezett emberi települések maradványai kerültek elő. A „Crkvište” lelőhely középkori szakrális építmény, a „Selo” lelőhely pedig egy középkori falu temetőjének maradványait rejtheti.
Zdencit 1282-ben Petenye várának tartozékaként említik először. Akkori birtokosa egy bizonyos Budimir nevű nemes volt. Később a Juha és Bán nemzetség birtoka, majd köznemeseké volt. 1464-ben „Zdencz”, 1483-ban és 1484-ben „Izdencz” alakban említik. A 15. században plébánia székhelye, templomát Szent Péter tiszteletére szentelték. A török 1536-ben foglalta el, lakossága viszont részben megmaradt. Az 1545-ös defterben a Vrhovinai náhije részeként említik. A török uralom alatt pravoszláv vlachok vándoroltak be a településre.
Az 1698-as kamarai összeírásban „Zdenczy” néven puszta török mezővárosként (oppidum desertum turcicum) találjuk. A leírás szerint azon a dombon, ahol a település fekszik azelőtt kisebb török erődítmény állt. A katonai közigazgatás megszervezése után a bródi határőrezredhez tartozott. 1730-ban a vizitáció jelentése szerint 15 katolikus és több pravoszláv ház állt a településen. A falutól fél óra járásra egy dombon állt a Szent Péter templom. Az 1734-es jelentésből kiderül, hogy a templom falai régiek, falazottak, melyeket a tetővel együtt nemrég megújítottak. 1746-ban már 34 ház állt a településen. Temetője a templom körül feküdt, de hívei praktikus okokból dubovaci plébániához tartoztak. A templomon kívül ekkor már a faluban is állt egy Szent Anna kápolna. Az 1758-as jelentésből kiderül, hogy ez a kápolna fából épült, hosszúsága 7, szélessége 5 méteres volt. 1760-ban Zdenci 35 házában 53 családban 290 lakos élt.
Az első katonai felmérés térképén „Sdencze” néven található. Lipszky János 1808-ban Budán kiadott repertóriumában „Zdencze” néven szerepel. Nagy Lajos 1829-ben kiadott művében „Zdencze” néven 106 házzal, 389 katolikus és 105 ortodox vallású lakossal találjuk. A katonai közigazgatás megszüntetése után 1871-ben Pozsega vármegyéhez csatolták.
A településnek 1857-ben 376, 1910-ben 523 lakosa volt. Pozsega vármegye Bródi járásának része volt. Az 1910-es népszámlálás adatai szerint lakosságának 77%-a horvát, 21%-a szerb anyanyelvű volt. Az első világháború után 1918-ban az új szerb-horvát-szlovén állam, majd később (1929-ben) Jugoszlávia része lett. 1991-től a független Horvátországhoz tartozik. 1991-ben lakosságának 88%-a horvát, 9%-a szerb nemzetiségű volt. 2011-ben a településnek 299 lakosa volt.

## Lakossága

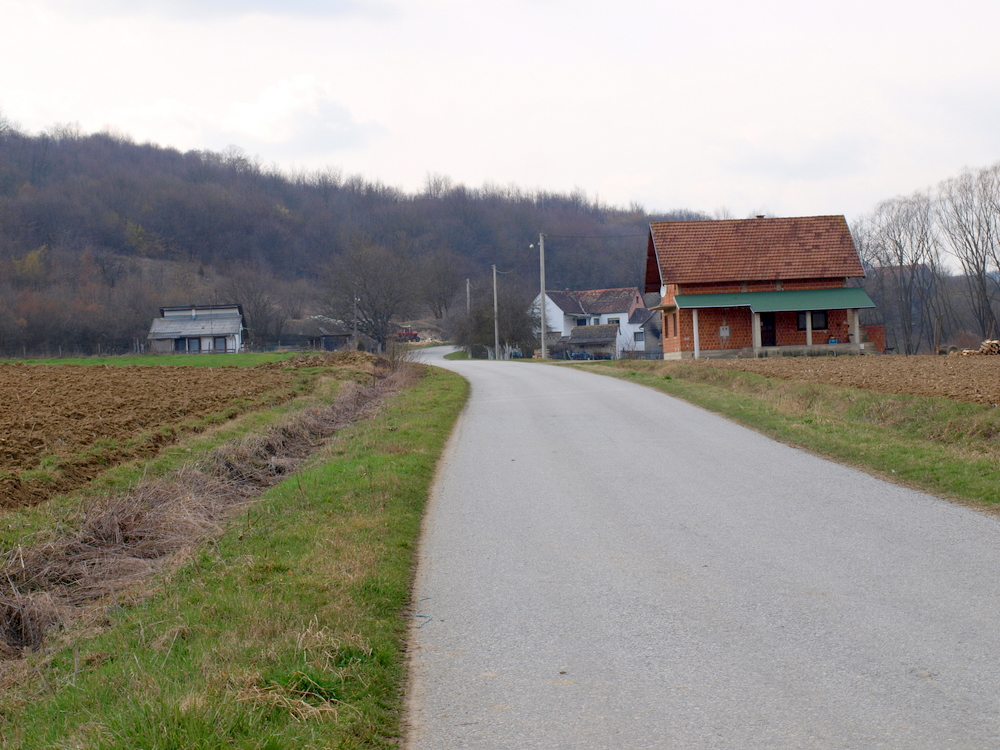
A falu bejárata.

| Lakosság változása | Lakosság változása | Lakosság változása | Lakosság változása | Lakosság változása | Lakosság változása | Lakosság változása | Lakosság változása | Lakosság változása | Lakosság változása | Lakosság változása | Lakosság változása | Lakosság változása | Lakosság változása | Lakosság változása | Lakosság változása |
| ------------------ | ------------------ | ------------------ | ------------------ | ------------------ | ------------------ | ------------------ | ------------------ | ------------------ | ------------------ | ------------------ | ------------------ | ------------------ | ------------------ | ------------------ | ------------------ |
| 1857               | 1869               | 1880               | 1890               | 1900               | 1910               | 1921               | 1931               | 1948               | 1953               | 1961               | 1971               | 1981               | 1991               | 2001               | 2011               |
| 376                | 393                | 345                | 420                | 456                | 523                | 530                | 584                | 545                | 554                | 541                | 438                | 394                | 350                | 330                | 299                |

## Nevezetességei
- Szent Joakim és Anna, Szűz Mária szülei tiszteletére szentelt római katolikus templomát a régi templom helyén 1863-ban építették.

- A Szent Péter temetőkápolna[9] a 15. században egyhajós gótikus templomként épült, négyszögletes, egyenes záródású szentéllyel. A nyugati homlokzat felületét egy nemrég beépített profilozott portállal törték meg. A déli homlokzatot két szűk, gótikus ablak és a szentély tagolja. Belül a templom hajóját a szentélytől csúcsos diadalív választja el. A tört kőből épített falakat a sarkokon faragott kövek erősítik. A kápolna azon középkori gótikus építmények közé tartozik, melyek a török uralom idején is fennmaradtak.

## Sport
NK „Zdenac” Bordski Zdenci labdarúgóklub.